# Jan Cetner (kuchmistrz koronny)
Jan Cetner herbu Przerowa (zm. 1735 w Gdańsku) – kuchmistrz wielki koronny, starosta kamionacki.
Był synem Franciszka Cetnera wojewody smoleńskiego i jego drugiej żony Anny z Tarłów wojewodzianki lubelskiej. W 1727 i 1730 otrzymał od ojca konsens królewski na oddanie w zarząd starostw kamionackiego i werbelskiego. Jeden z najbliższych współpracowników króla Augusta II Mocnego. Jako poseł na sejm konwokacyjny 1733 roku z ziemi lwowskiej był członkiem konfederacji generalnej zawiązanej 27 kwietnia 1733 roku na tym sejmie. Po obiorze Stanisława Leszczyńskiego w 1733 uszedł na Pragę do obozu wojsk rosyjskich. Ożenił się z Wiktorią Kątską wdową po Janie Stanisławie Katskim generale artylerii koronnej zmarł bezpotomnie.